# Ayresome Park
Ayresome Park was een voetbalstadion in Middlesbrough, Engeland. Sinds de opening in 1903 is het de thuishaven geweest van Middlesbrough FC, totdat het in 1995 moest plaatsmaken voor het Riverside Stadium. Het stadion bood in zijn laatste jaren plaats aan 26.667 toeschouwers. Echter, tijdens de wedstrijd op 27 december 1949 tegen Newcastle United waren er 53.802 toeschouwers aanwezig. In verband met veiligheidseisen en verbouwingen is de capaciteit daarna steeds verder teruggedrongen.

## WK interlands
| №  | Datum        | Wedstrijd                 | Uitslag | Competitie             | Toeschouwers |
| -- | ------------ | ------------------------- | ------- | ---------------------- | ------------ |
| 1  | 12 juli 1966 | Sovjet-Unie – Noord-Korea | 3 – 0   | WK 1966 Groepsfase (D) | 22.000       |
| 2  | 15 juli 1966 | Chili – Noord-Korea       | 1 – 1   | WK 1966 Groepsfase (D) | 16.000       |
| 3. | 19 juli 1966 | Noord-Korea – Italië      | 1 – 0   | WK 1966 Groepsfase (C) | 18.000       |

Wembley Stadium (Londen) · White City Stadium (Londen) · Villa Park (Birmingham) · Hillsborough (Sheffield) · Old Trafford (Manchester) · Goodison Park (Liverpool) · Roker Park (Sunderland) · Ayresome Park (Middlesbrough)